# Королевство Астурия

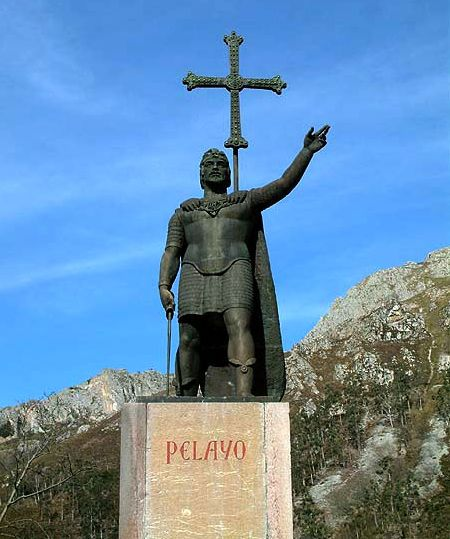
Памятник Пелайо — первому королю Астурии

Короле́вство Асту́рия (астур. Reinu d'Asturies) — первое христианское государство, образованное на Пиренейском полуострове после завоевания мусульманами маврами в 718 году.
Королевство было основано Пелайо, знатным вестготом, предположительно бывшим телохранителем вестготского короля Родериха, который восстал против мавританского правления в Астурии в 718 году.
Вскоре после этого он нанёс поражение маврам в битве при Ковадонге — событии, которое вероятно относится к лету 722 года, хотя некоторые источники[какие?] датируют его 718 годом, а некоторые[какие?] — 721 годом. Эта дата формально считается началом Реконкисты, тем не менее, в VIII веке на полуострове не было реальной силы, способной противостоять маврам. Пелайо был избран королём маленького королевства, включавшего в себя гористую территорию северо-западной части Испании, западнее Страны Басков, также сохранившей независимость от арабов.
Основанная Пелайо Астурийская династия постепенно расширяла границы королевства, пока вся северо-западная Испания не вошла в его пределы примерно к 775 году.
В правление Альфонсо II (791—842) королевство продолжило экспансию на юг, почти до Лиссабона (Португалия).
Королевство было известно как Астурия до 924 года, затем стало называться Королевством Леон. В 1230 году составило династическую унию с Королевством Кастилия, когда Фердинанд III Кастильский стал королём обоих королевств.